# کارآموزی

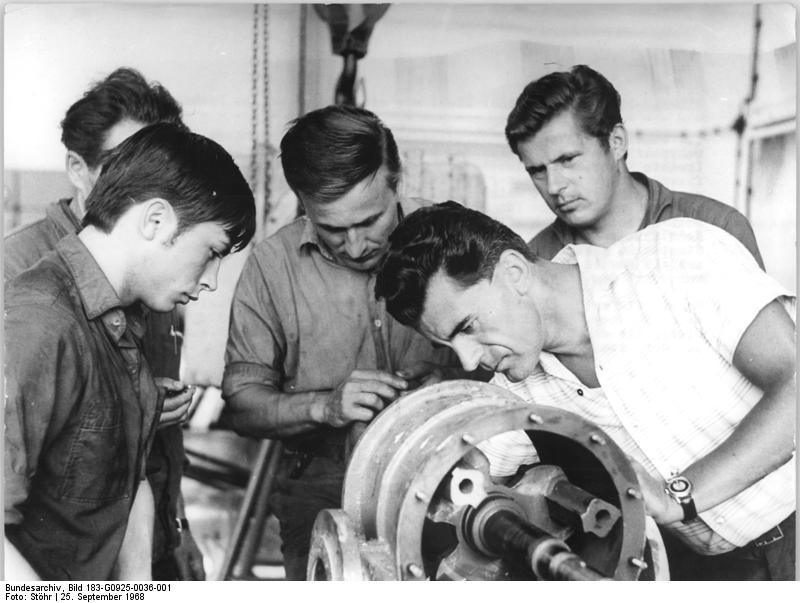
یک استاد، در حال توضیح در مورد یک کمپرسور خلأ به یک کارآموز (چپ) و چندین صنعت‌گر دیگر.

کارآموزی نظامی برای آموزش متخصصان جدید بالقوه یک حرفه یا شغل با آموزش ضمن خدمت و اغلب همراه با درس است. کارآموزی همچنین ممکن است متخصصان را توانمند سازد تا مجوز فعالیت در یک شغل تحت نظارت را کسب کنند. بیشتر آموزش آن‌ها در هنگام کار برای کارفرمایی انجام می‌شود که به کارآموزان کمک می‌کند تا در ازای کار پیوسته آن‌ها برای یک دوره توافق شده پس از دستیابی به شایستگی‌های قابل ارزیابی، حرفه یا شغل خود را یاد بگیرند. 
طول دوره‌های کارآموزی در بخش‌ها، حرفه‌ها، نقش‌ها و فرهنگ‌های مختلف، تفاوت چشمگیری دارد. در برخی موارد، افرادی که دوره کارآموزی را با موفقیت به پایان می‌رسانند، می‌توانند به سطح «کارآموز» یا گواهینامه حرفه‌ای برسند. در موارد دیگر، می‌توان به آن‌ها شغل دائمی در شرکتی که دوره کارآموزی را ارائه داده است، پیشنهاد داد. اگرچه مرزهای رسمی و اصطلاحات نظام کارآموز/شاگرد/استادکار اغلب فراتر از اصناف و اتحادیه‌های کارگری نمی‌رود، اما مفهوم آموزش ضمن خدمت که منجر به شایستگی در طول سال‌ها می‌شود، در هر زمینه‌ای از نیروی کار ماهر یافت می‌شود. 